# Jolie Kenda
Jolie Kenda est une femme politique de la République démocratique du Congo, fondatrice du parti politique PPEC.

## Biographie

### Carrière politique
Elle est élue en 2012 députée nationale de la Lukunga, dans la ville de Kinshasa, comme candidate Mouvement social pour le renouveau (MSR).
En novembre 2018, Jolie Kenda quitte officiellement le Mouvement social pour le renouveau fondé par Pierre Lumbi pour soutenir le candidat du Front Commun pour le Congo (FCC), Emmanuel Shadary. A l'occasion d'un événement à Matonge, dans la commune de Kalamu, elle fonde alors une plateforme intitulée « Alliance de Joseph Kabila et Ramazani Shadary pour le Développement ». L'année suivante, Jolie Kenda lance son propre parti politique, le Parti du PEuple Congolais (PPEC), le 28 avril 2019,. Dans une correspondance adressée au président du regroupement politique AA/A, datée du le 23 février 2019,  Jolie Kenda annonce son retrait de la campagne sénatoriale pour des raisons de convenance personnelle.